# Andrenosoma formidolosa
Andrenosoma formidolosa är en tvåvingeart som först beskrevs av Walker 1860.  Andrenosoma formidolosa ingår i släktet Andrenosoma och familjen rovflugor. Inga underarter finns listade i Catalogue of Life.